# ويليام رايت (سياسي كندي)
ويليام رايت هو سياسي كندي، ولد في 29 أكتوبر 1853 في كندا، وتوفي في 3 يناير 1926. حزبياً، نشط في حزب كندا المحافظ. وقد انتخب عضو مجلس العموم الكندي عن دائرة Muskoka (federal electoral district) ‏ (3 نوفمبر 1904 – 21 سبتمبر 1911).